# Обала Слоноваче на Светском првенству у атлетици у дворани 2022.
Обала Слоноваче је на 18. Светском првенству у атлетици у дворани 2022. одржаном у Београду од 18. до 20. марта учествовала седамнасти пут, односно, пропустила је само једно СП и то 2004. године. Репрезентацију Обале Слоноваче представљао је 1 атлетичар  који се такмичио у трци на 60 метара.,
На овом првенству такмичар Обале Слоноваче није освојио ни једну медаљу али је ушао у финале.
У табели успешности према броју и пласману такмичара који су учествовали у финалним такмичењима (првих 8 такмичара) Обала Слоноваче је са 1 учесником у финалу делила 49. место са 1 бодом.
| Плас. | Земља           | 1. место | 2. место | 3. место | 4. место | 5. место | 6. место | 7. место | 8. место | Бр. финал. | Бод. |
| ----- | --------------- | -------- | -------- | -------- | -------- | -------- | -------- | -------- | -------- | ---------- | ---- |
| =49.  | Обала Слоноваче | 0        | 0        | 0        | 0        | 0        | 0        | 0        | 1        | 1          | 1    |

## Учесници
Мушкарци:
- Артур Сисе — 60 м

## Резултати

### Мушкарци
| Атлетичар  | Дисциплина | Лични рекорд | Квалификације | Квалификације | Полуфинале    | Полуфинале | Финале   | Финале      | Детаљи |
| Атлетичар  | Дисциплина | Лични рекорд | Резултат      | Место         | Резултат      | Место      | Резултат | Место       | Детаљи |
| ---------- | ---------- | ------------ | ------------- | ------------- | ------------- | ---------- | -------- | ----------- | ------ |
| Артур Сисе | 60 м       | 6,53 НР      | 6,55(.545) КВ | 1. у гр. 6    | 6,59(.588) кв | 4. у гр. 2 | 6,69     | 8 / 43 (50) |        |